# Vituskirche (Hemer)

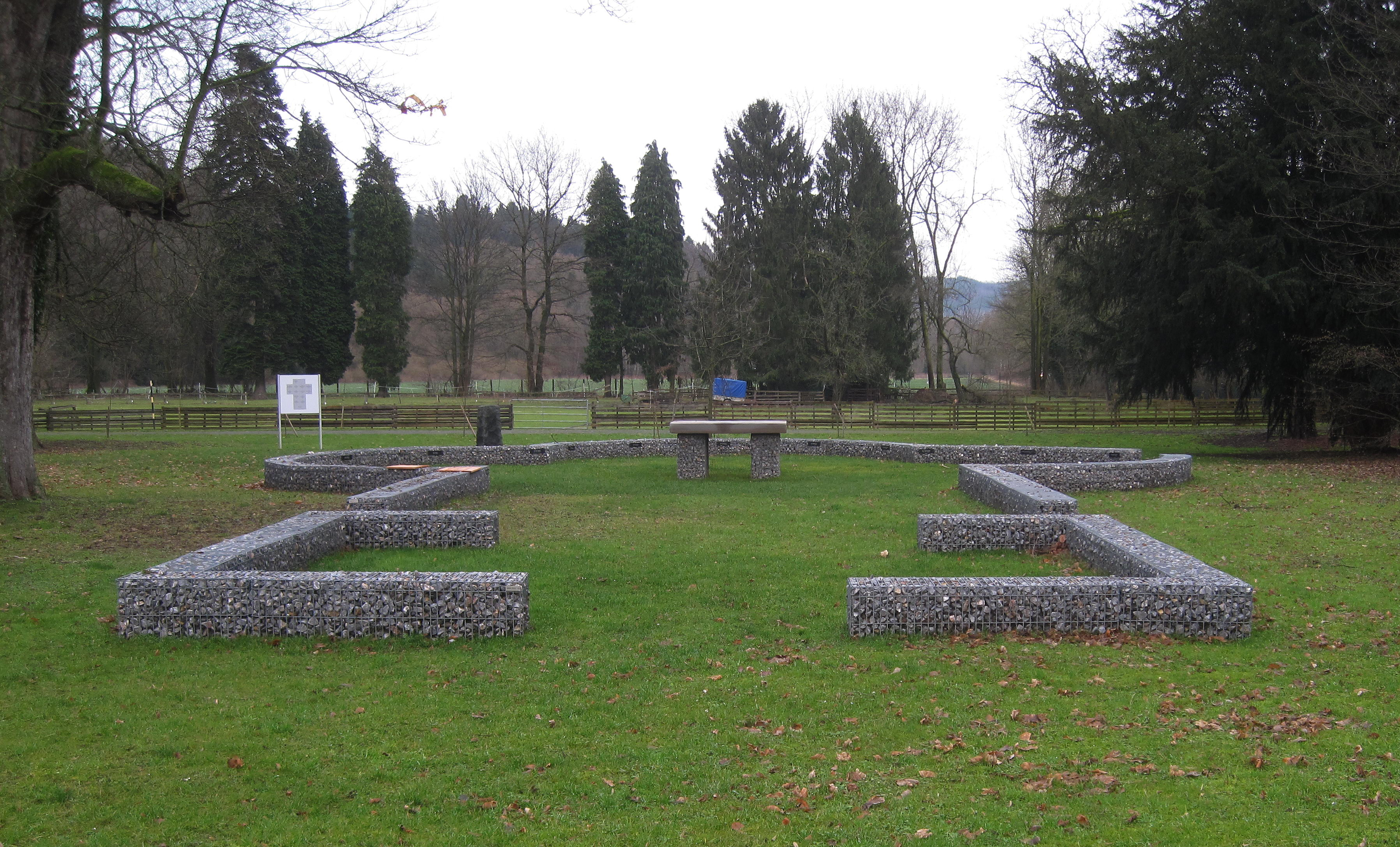
Nachbildung des Grundrisses der Vituskirche im 12. Jahrhundert.

Die Vituskirche war das älteste Kirchengebäude in Hemer, Nordrhein-Westfalen, und der älteste Konchenbau in Westfalen. Sie entstand im 10. Jahrhundert und war ab der Reformation 1567 eine evangelische Kirche. 1818 wurde das Gebäude wegen Baufälligkeit abgerissen.

## Geschichte
In einer Urkunde des Klosters Grafschaft wurde die Kirche 1072 erstmals erwähnt. Das Bauwerk lag in direkter Nachbarschaft zum Herrensitz Haus Hemer und gehörte zur Pfarrei Menden. Zwar ist der Patron in dieser Zeit noch nicht benannt, jedoch gilt es als sicher, dass der heilige Vitus von Beginn an Namensgeber war. Genau 50 Jahre nach der Ersterwähnung erhob der Kölner Erzbischof Friedrich I. von Schwarzenburg die Gemeinde der Vituskirche zur eigenständigen Pfarrei im Dekanat Attendorn. Die enge Verbindung zum Kloster Grafschaft, die in den folgenden Jahrhunderten die Pfarrer stellte, blieb allerdings bestehen.
Vermutlich in der 2. Hälfte des 12. Jahrhunderts wurde der Kirchenbau an der Ostseite um drei halbkreisförmige überkuppelte Chorräume und an der Westseite um einen niedrigen Turm erweitert. Es entstand durch die Chorerweiterung die erste Dreikonchenanlage Westfalens. Um 1220 erhielt die Kirche einen Taufstein.

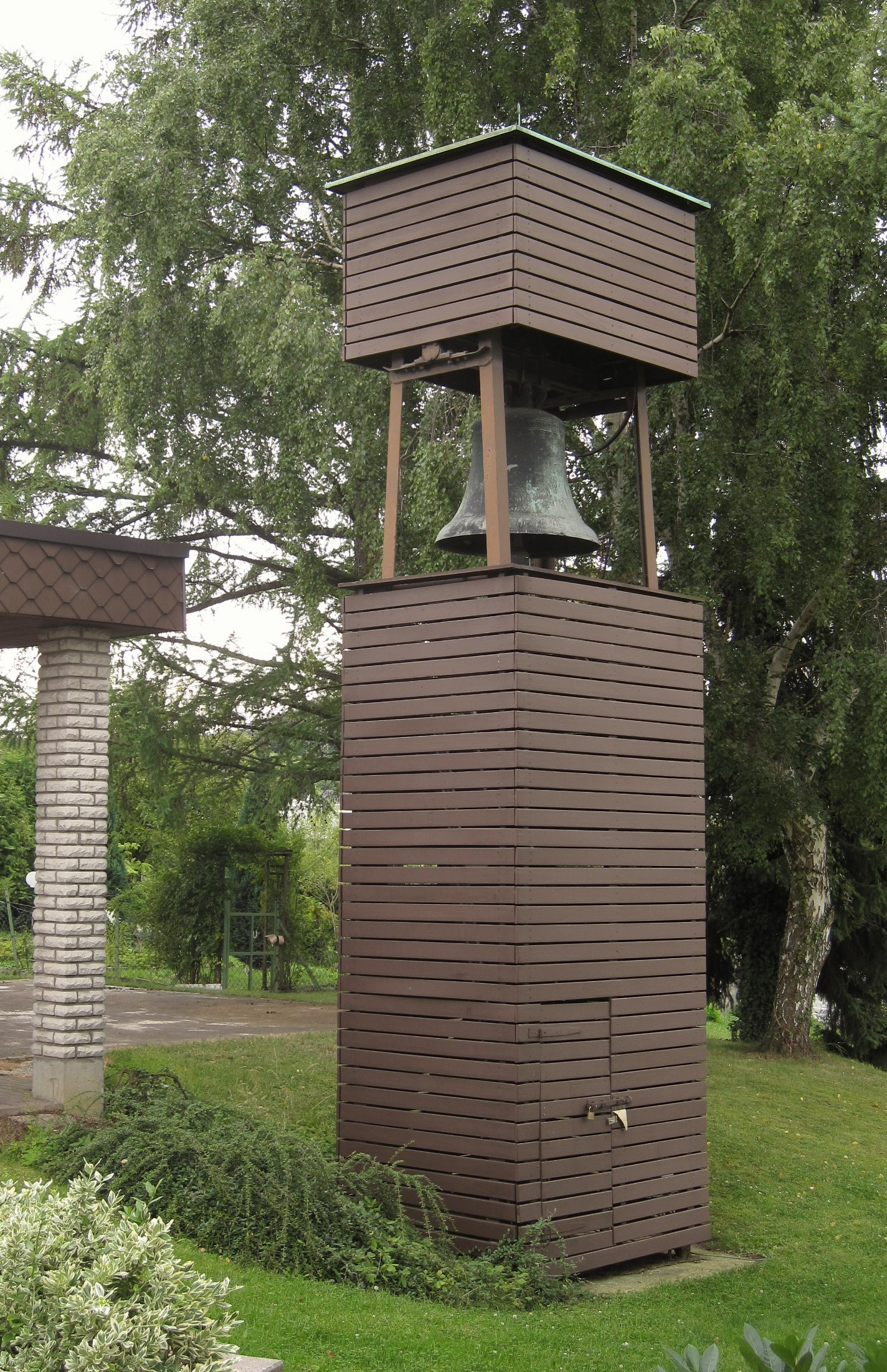
Größte und älteste Glocke aus dem Dreiergeläut. Gegossen im Jahr 1498 von Hillebrant Dubbe aus Iserlohn.

1498 wurde im Turm ein Geläut aus drei Glocken aufgehängt, das bis zuletzt in der Kirche verblieb.
1567 trat fast die gesamte Hemeraner Gemeinde der evangelischen Kirche bei und nutzte die Vituskirche weiterhin. Der Kirchenbau wurde immer wieder vergrößert, bis er etwa 200 Gläubige fasste. 1753 begannen die Bemühungen der Gemeinde, ein größeres Bauwerk zu erhalten. Aus dieser Zeit stammen auch einige Daten über die Größe des Gebäudes. Das Kirchenschiff sei 14 Fuß (5,04 Meter) hoch und 48 Fuß (17,28 Meter) lang gewesen. An der breitesten Stelle war die Kirche 36 Fuß (12,96 Meter) breit.
Weil die Kirche häufig Hochwasser ausgesetzt war, wurde 1818 der Abbruch angeordnet. Im gleichen Jahr begannen die Bauarbeiten an der Ebbergkirche in wenigen Hundert Metern Entfernung zur Vituskirche. Bevor die evangelische Gemeinde Hemers 1820 ihr neues Kirchengebäude beziehen konnte, hielten sie ihre Gottesdienste in der benachbarten katholischen Pfarrkirche St. Peter und Paul ab.
Bei Abbruch der Vituskirche befand sich das Dreiergeläut noch im Turm. Die Glocken trugen die Jahreszahlen 1498, 1750 und 1768. Von den drei Glocken ist noch die älteste und größte, gegossen von Hillebrant Dubbe aus Iserlohn, vorhanden. Sie hängt am Paul-Schneider-Haus in der Stadtmitte von Hemer. Der Schlagton ist fis´–6 (= Abweichungen in 16tel Halbton). An der Mündung hat die Glocke einen Durchmesser von 1055 mm bei einem Gewicht von etwa 750 kg. Der ehemalige Taufstein der Vituskirche steht bis heute in der Ebbergkirche.
1954 begann der Bürger- und Heimatverein Hemer, später in Zusammenarbeit mit dem Landesdenkmalamt Westfalen-Lippe, mit Grabungen nach Fundamenten der Vituskirche. Fundamente und Fußböden wurden teilweise freigelegt. Man konnte verschiedene Bauphasen feststellen.
Die Grabungen zeigten, dass die erste Kirche etwa 14 Meter lang und gut sieben Meter breit war. Der Altarraum lag in einer Apsis im Osten des Gebäudes. Im nächsten Bauabschnitt, wahrscheinlich nach der Pfarrerhebung, machte die Apsis drei Konchen Platz. Damit vergrößerte sich die Länge der Kirche um gut drei Meter. Im Westen wurde vermutlich zeitgleich oder wenig später ein Turm angebaut.
Bei der nächsten Erweiterung, die zeitlich unbestimmt ist, aber vermutlich vor 1767 lag, wurden an der östlichen Seite der Kirche rechteckige Anbauten angebracht. Die Grabungsstätte wurde nach Abschluss der Arbeiten wieder geschlossen. Die Bauart der Kirche gilt als einzigartig in Westfalen.

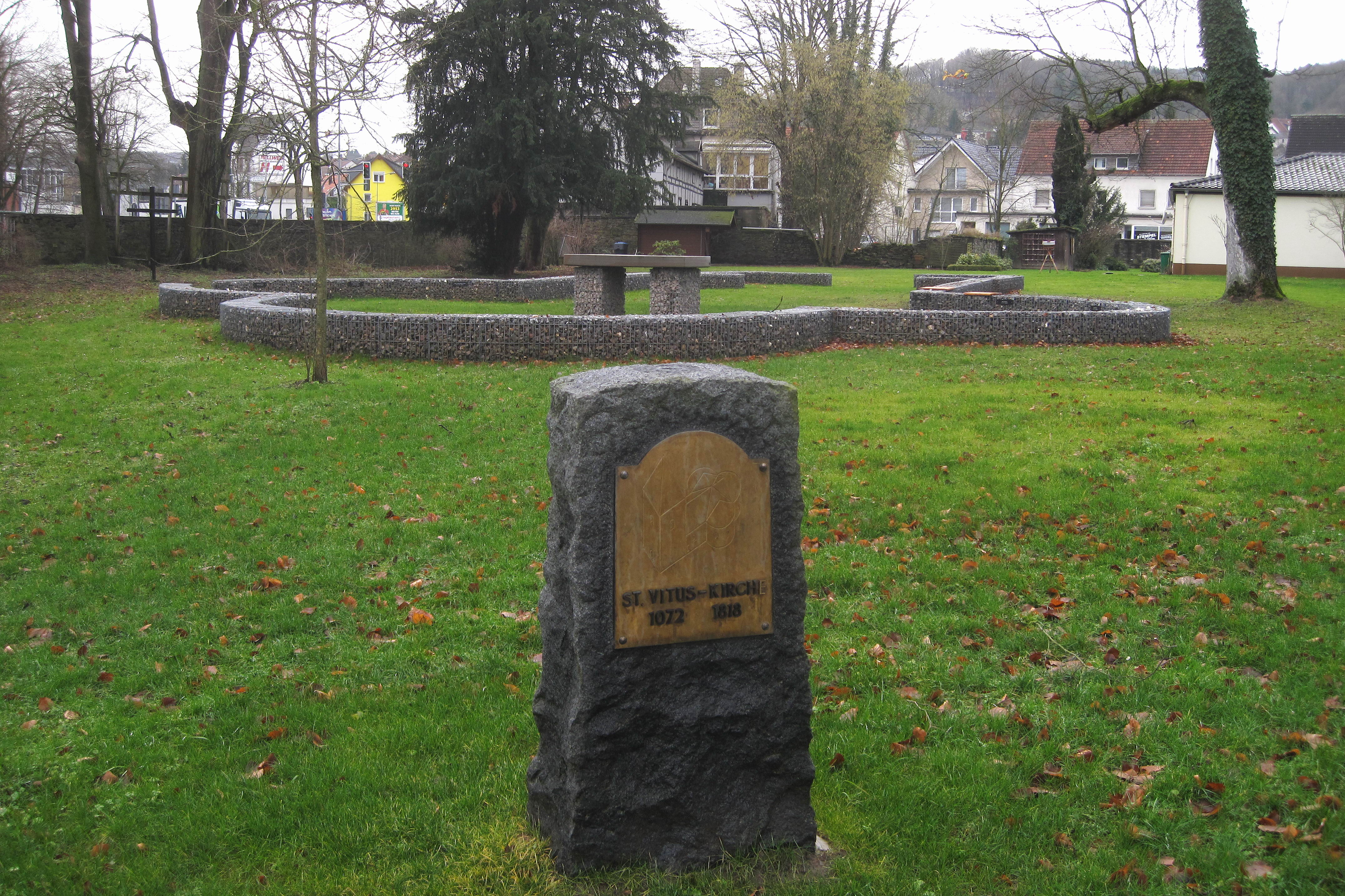
Gedenkstein am neuen Standort

Anlässlich des Reformationsjubiläums wurden 2017 die Grundmauern aus dem 12. Jahrhundert mit Dreikonchenanlage und Westturm durch niedrige, mit Steinen verfüllte Gabionen, am Originalstandort im Park von Haus Hemer, sichtbar gemacht. Durch Aussparungen sollen vier Eingangstüren angedeutet werden. Der bisher am Originalstandort befindliche Gedenkstein wurde nach Osten versetzt.

## Einzelnachweis
1. ↑  Robert Gräve: Chronologie St. Vitus – Hemers erste Kirche. In: Bürger- und Heimatverein Hemer (Hrsg.) Der Schlüssel, 2017, Heft 4.

Koordinaten: 51° 23′ 41,6″ N, 7° 45′ 41,4″ O